# بادخورک سیاه آمریکایی
بادخورک سیاه آمریکایی (نام علمی: Cypseloides niger) نام یک گونه از سرده آوندوارها است.